# NGC 1569
NGC 1569 je patuljasta nepravilna galaksija u zviježđu Žirafi. Galaksija je relativno blizu. Prema tome, svemirski teleskop Hubble lako može razdvojiti zvijezde unutar galaksije. Ranije se vjerovalo da je udaljenost od galaksije samo 2,4 milijuna parseka (7,8 milijuna svjetlosnih godina). Međutim, 2008. znanstvenici koji su proučavali slike s Hubblea izračunali su udaljenost galaksije na udaljenosti od 10.96 milijuna svjetlosnih godina, što je oko 4 milijuna svjetlosnih godina dalje nego što se prethodno mislilo: stoga je galaksija rezultirala članicom IC 342-Maffei grupe. 
NGC 1569 je zvjezdorodna galaksija, te je stvarala zvijezde brzinom čak 100 puta veće od one u Mliječnom Putu tijekom posljednjih 100 milijuna godina. Sadrži dva istaknuta skupa super skupa zvijezda s različitim povijesti. Oba su skupa doživjela epizodnu formaciju zvijezda. Super skup zvijezda A, smještena na sjeverozapadu galaksije i zapravo formirana od dva bliska grozda (NGC 1569 A1 i NGC 1569 A2), sadrži mlade zvijezde (uključujući zvijezde Wolf-Rayet ) koje su nastale prije manje od 5 milijuna godina (u NGC 1569 A1) kao i starije crvene zvijezde (u NGC 1569 A2). Super skup zvijezda B, koja se nalazi u blizini središta galaksije, sadrži stariju zvjezdanu populaciju crvenih divova i crvenih superdivova. Smatra se da oba ova zvjezdana skupa imaju mase jednake masi svih kuglastih skupova u Mliječnom putu (približno (6-7) × 10 5 solarnih masa ). 
Identificirani su i brojni manji zvjezdani skupovi, neke od njih slične masi malih kugličnih nakupina ili R136 u Velikom Magelanovom oblaku, relativno mlade dobi (između 2 milijuna i milijardu godina). Ovi rezultati, zajedno s rezultatima drugih patuljastih galaksija poput Velikog Magellanovog oblaka i NGC 1705, pokazuju da se formiranje zvijezda u patuljastim galaksijama ne događa kontinuirano, već se događa u nizu kratkih, gotovo trenutnih epizoda.

## Vanjske poveznice
- SEDS: NGC 1569